# Rondanina
Rondanina est une commune italienne de la ville métropolitaine de Gênes dans la région Ligurie en Italie.

## Administration
| Période                                  | Période | Identité | Étiquette | Qualité |
| ---------------------------------------- | ------- | -------- | --------- | ------- |
|                                          |         |          |           |         |
| Les données manquantes sont à compléter. |         |          |           |         |

### Hameaux
Giardino, Maiada, Fontanasse, Conio Avena, Retezzo, Gorreto di Ballini, Costalunga

### Communes limitrophes
Fascia (Italie), Montebruno, Propata, Torriglia